# Dare Divas
|  | Denne artikel er oprettet af botten Steenthbot ud fra en ekstern database. Den kan derfor have sproglige fejl eller mangler. Denne skabelon kan fjernes efter kontrol af indholdet. |

Dare Divas er en dansk kortfilm fra 2017 instrueret af Kasper Juhl.

## Medvirkende
- Frederik Carlsen, Mikkel
- Mie Gren, Nøk
- Amalie Gissel Sparrebro, Tanya